# Такуарембо
За едноименния департамент вижте Такуарембо (департамент).
Такуарембо̀ (на испански: Tacuarembó) е град в северен Уругвай, столица на едноименния департамент. Към 2004 г. градът има 51 224 жители.

## История
Градът е основан на 27 януари 1832 г. като Сан Фруктосо. От 17 юни 1912 г. носи днешното си име, което на езика на местните означава вид тръстика.
Близо до Такуарембо националният герой на Уругвай Хосе Артигас губи послидната си битка срещу португалците и бразилците в борбата за независимост.
Карлос Гардел, един от най-популярните изпълнители на танго, твърди, че е роден в Такуарембо. Това обаче е предмет на спорове, като другата версия е, че е роден в Тулуза, Франция, а твърди, че е от Такуарембо, за да не служи във френската армия.

## Спорт
ФК Такуарембо, основан през 1999 г., обединява в себе си 21 по-малки отбора и репрезентира целия департамент. Отборът играе във Примера дивисион де Уругвай.

## Побратимени градове
- Меделин, Колумбия